# High Hat
Pour plus de détails, voir Fiche technique et Distribution.
High Hat est un film américain réalisé par Clifford Sanforth, sorti en 1937.

## Fiche technique
- Titre original : High Hat
- Titre français : Haut-de-Forme
- Réalisation : Clifford Sanforth
- Scénario : Sherman L. Lowe, d'après le roman High Hat, a Radio Romance d'Alma Sioux Scarberry
- Photographie : Jack Greenhalgh
- Montage : Charles Abbott
- Chansons :  Oliver Wallace
- Société de production : Cameo Pictures
- Société de distribution : Imperial Pictures
- Pays d'origine :  États-Unis
- Langue originale : anglais
- Format : Noir et blanc - 35 mm — 1,37:1 - Mono
- Genre : comédie musicale
- Durée : 74 minutes
- Date de sortie :
  - États-Unis : 1er janvier 1937

## Distribution
- Frank Luther : Swanee Collier
- Dorothy Dare : Elanda Lee
- Lona Andre : Dixie Durkin
- Gavin Gordon : Gregory Dupont
- Franklin Pangborn : Renaldo Breton
- Esther Muir : Carmel Prevost
- Ferdinand Munier : Horatio Parker
- Robert Warwick : Craig Dupont Sr.
- Clarence Muse : Congo MacRosenbloom
- Harry Harvey : Nelson Connolly
- Jack Edwards, Jr. : danseur
- Sam Edwards : danseur
- Dolores Downey : danseur
- Peppy Downey : danseur
- Yvonne Downey : danseur
- Ted Dawson : chef d'orchestre
- Ron Raymond : danseur
- Arnold Gray : danseur
- Kermit Holven : danseur
- Bruce Mitchell

## Chansons du film
- Clarence Muse and Fretta Shaw Singers - "I Go Congo" (écrit par Clarence Muse)